# Fasnia (capital municipal)
Fasnia es una de las entidades de población que conforman el municipio homónimo, en la provincia de Santa Cruz de Tenerife ―Canarias, España―, siendo su capital administrativa.

## Geografía
El casco urbano de Fasnia se encuentra a una altitud media de 450 m s. n. m. Como capital del término, aquí se encuentra gran parte de la infraestructura municipal. Así, se hallan la sede del ayuntamiento, la comisaría de la policía local y un cuartel de la Guardia Civil, el cementerio municipal, el juzgado de paz y una oficina de extensión agraria y desarrollo rural del cabildo de Tenerife. También cuenta con la iglesia parroquial de san Joaquín, un cine, varios centros socioculturales, un centro sociosanitario, un consultorio médico, una biblioteca, el centro de educación obligatoria Guajara, oficina de Correos, farmacia, tanatorio, gasolinera, entidades bancarias, varios comercios, bares y restaurantes. Posee asimismo varias instalaciones deportivas: el terrero insular de lucha canaria Benildo Frías, el campo municipal de fútbol Miguel Díaz y un polideportivo.
Parte de su superficie se encuentra protegida dentro del parque nacional del Teide, del parque natural de la Corona Forestal y del monumento natural del barranco de Fasnia y Güímar.
En el paisaje de la localidad destaca la montaña de Fasnia, un cono volcánico de tipo estromboliano compuesto de piroclastos basálticos en cuya cima a 405 m s. n. m. se ubica un mirador y una pequeña ermita dedicada a la conocida como virgen de la Montaña. Además, en la zona más alta de la localidad, en el área de la cumbre tinerfeña, se localiza el volcán de Fasnia que en enero de 1705 protagonizó una de las erupciones históricas de Tenerife.

## Demografía
| Año        | 2000  | 2005  | 2010  | 2015  | 2020  |
| ---------- | ----- | ----- | ----- | ----- | ----- |
| Habitantes | 1 313 | 1 354 | 1 393 | 1 362 | 1 307 |

## Fiestas
En el casco de Fasnia se celebran fiestas patronales en honor a san Joaquín y santa Ana la tercera semana del mes de agosto, y en honor a la virgen del Rosario la segunda semana de octubre. Asimismo, se celebran otras festividades como el carnaval.

## Comunicaciones
Se accede al pueblo por la carretera general del Sur TF-28 y por la carretera de Los Roques TF-620.

### Transporte público
Fasnia cuenta con un servicio de transporte a la demanda, mediante microbuses, denominado Tuwawa —ofrecido por TITSA— que realiza funciones de transporte público dentro del municipio.
En guagua ―autobús― queda conectado mediante las siguientes líneas de TITSA:
| Línea | Trayecto                                              | Recorrido     |
| ----- | ----------------------------------------------------- | ------------- |
| 032   | Güímar - Las Eras - La Sombrera                       | Horario/Línea |
| 033   | Güímar - Fasnia - La Sombrera                         | Horario/Línea |
| 034   | El Tablado - Granadilla de Abona (por Fasnia y Arico) | Horario/Línea |
| 035   | Güímar - Granadilla de Abona (por Fasnia y Arico)     | Horario/Línea |
| 036   | Güímar - Granadilla de Abona (por TF-1 y Los Roques)  | Horario/Línea |
| 039   | Güímar - Granadilla de Abona (por TF-1 y El Tablado)  | Horario/Línea |